# معركة تلو الأخرى
معركة تلو الأخرى (بالإنجليزية: One Battle After Another) هو فيلم إثارة وجريمة أمريكي قادم من تأليف وإخراج وإنتاج بول توماس أندرسون. وبطولة ليوناردو دي كابريو، وشون بن، وبينيشيو ديل تورو، وريجينا هول، وتيانا تايلور. الفيلم مستوحى من رواية «فينلاند» للكاتب توماس بينشون، وهذا ثاني اقتباس من قبل أندرسون لأعمال بينشون بعد فيلم رذيلة متأصلة عام 2014. من المقرر إصداره في 26 سبتمبر 2025، بواسطة شركة وارنر برذرز بيكتشرز.

## الممثلون
- ليوناردو دي كابريو
- شون بن
- بينيشيو ديل تورو
- ريجينا هول
- تيانا تايلور
- ألانا حاييم
- وود هاريس

## الإنتاج

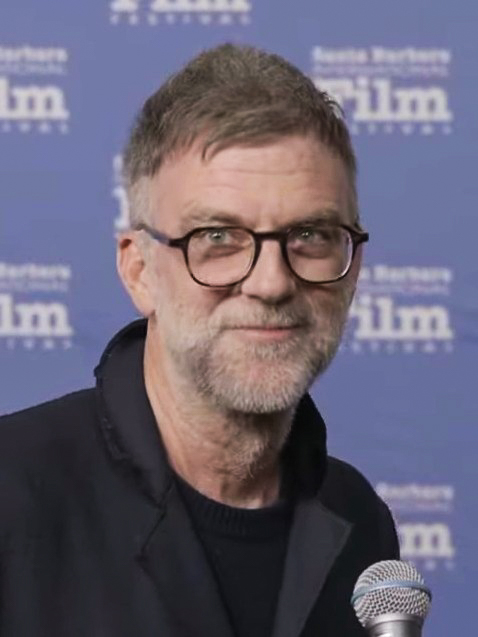
المخرج وكاتب السيناريو بول توماس أندرسون.

في يونيو 2023، أُعلن عن فيلم بول توماس أندرسون القادم، والذي أشيع أنه من بطولة ريجينا هول وفيجو مورتينسين وخواكين فينيكس، انتاج شركة وارنر برذرز بيكتشرز.. في يناير 2024، أُكد مشاركة ليوناردو دي كابريو وشون بن وريجينا هول في دور البطولة. في فبراير 2024، انضمت آلانا هايم وود هاريس وتيانا تايلور وشاينا ماكهيل وتشيس إنفينيتي إلى فريق التمثيل. حصل دي كابريو على 20 مليون دولار مقابل مشاركته.
بدأ التصوير الرئيسي في كاليفورنيا في 22 يناير 2024. صور الفيلم، تحت عنوان العمل "مشروع بيسي"، لمدة أحد عشر يومًا في مقاطعة هومبولت في أركاتا وكاتن ويوريكا وترينيداد. في 3 فبراير، انتقل الإنتاج إلى ساكرامنتو، مع التصوير في مبنى إدارة مقاطعة ساكرامنتو ومحكمة مقاطعة ساكرامنتو. نشأ بعض الجدل عندما تم إخلاء مخيم للمشردين للسماح بالتصوير. وصور أيضًا بمواقع في إل باسو، تكساس، في يونيو 2024. صور الفيلم بكاميرا فيلم 35 ملم باستخدام كاميرات فيستافيشن بواسطة مايكل بومان، وهو التعاون الثاني مع أندرسون بعد فيلم بيتزا العرقسوس (2021).
في فبراير 2024، أفادت مجلة فارايتي أن الفيلم قد حصل على الضوء الأخضر بميزانية إنتاج قدرها 115 مليون دولار. في أغسطس 2024، أفادت صحيفة وول ستريت جورنال أن الميزانية أكثر من 140 مليون دولار، مشيرة إلى أن فيلم أندرسون الأعلى ربحًا، ستسيل الدماء (2007)، حقق 76 مليون دولار فقط، لكن مسؤولي وارنر يقولون إن سجل دي كابريو في شباك التذاكر يبرر ميزانية أندرسون. في ذلك الشهر، أشارت المصادر إلى أن الفيلم كان بعنوان معركة باكتان كروس حيث انتشرت شائعات بأنه مستوحى بشكل فضفاض من رواية توماس بينشون فينلاند (1990)، حيث قام أندرسون سابقًا بتكييف رواية بينشون رذيلة متأصلة (2009) إلى فيلم روائي طويل. في يناير 2025، كشف عن العرض التجريبي وعنوان الفيلم في فينيكس، أريزونا، في مسارح هاركينز نورثيرا 14، وأكد ارتباطه برواية فينلاند.
يمثل الفيلم التعاون السينمائي السادس بين أندرسون والملحن جوني جرينوود، والخامس والأخير بين أندرسون والمساعد الأول للمخرج آدم سومنر، الذي توفي في نوفمبر 2024. في مارس 2025، أكدت نقابة الكتاب الأمريكية أن نص أندرسون مستوحى من رواية فينلاند.

## روابط خارجية
- معركة تلو الأخرى على موقع IMDb (الإنجليزية)
- معركة تلو الأخرى على موقع ميتاكريتيك (الإنجليزية)
- معركة تلو الأخرى على موقع روتن توميتوز (الإنجليزية)
- معركة تلو الأخرى على موقع ألو سيني (الفرنسية)
- معركة تلو الأخرى على موقع قاعدة بيانات الفيلم (الإنجليزية)
- معركة تلو الأخرى على موقع ليتربوكسد (الإنجليزية)
- معركة تلو الأخرى على موقع كينوبويسك (الروسية)